# قره‌داغ‌لی، بردع
قره‌داغ‌لی (به لاتین: Qaradağlı) یک منطقه مسکونی در جمهوری آذربایجان است که در شهرستان بردع واقع شده است. قره‌داغ‌لی ۱۱۴۴ نفر جمعیت دارد.